# La Contessa Kastélyhotel és Rendezvényközpont
A volt Keglevich-Pallavicini-kastély Heves vármegye Szilvásvárad községében található.
Neve 2009 februárjában La Contessa Kastélyhotelre változott, manapság is ezen a néven üzemel négycsillagos kastélyszállóként.
A név eredete egy szájhagyományon alapszik, mely szerint Őrgróf Pallavicini Alfonz Károly vásárolta és jegyajándéknak adta hitvesének, Wenckheim Mária grófnőnek. A grófnő olaszul La Contessa, így lett a kastély neve is ez. 
A régmúlt időkre emlékezve, a szálloda lakosztályának neve „Sándor lakosztály”, Pallavicini Sándor őrgróf (Sándorfalva megalapítója, Pallavicini Alfonz Károly édesapja) után, az a’ la carte étterem neve „Erzsébet” lett Pallavicini Alfonz Károly lányáról, az angol kocsmák hangulatát idéző helyiség Cyrano Étterem és Drinkbár lett a Cyrano de Bergerac című Oscar díjas film (1990, főszereplő Gérard Depardieu) után, mivel több jelenetét is a kastélyban forgatták.
Műemlékvédelmi törzsszáma: 9381.
Természet (táj-) védelmi védettség száma: 196/1978. (XII.5.) VB. hat.

## Története
1666-ban a település királyi részét I. Lipót magyar király (uralkodott 1657-1705) Keglevich Miklósnak és feleségének, Czobor Évának adományozta. Kátay Ferenc a maga részét Szepessy Pálnak elzálogosította. Keglevich Miklós 6000 forintért megvásárolta Szepessy Páltól a település többi részét, így került a falu a Keglevichek birtokába. A kastély ősének építtetése valamikor a 18. század utolsó évtizedeiben történt, és gróf Keglevich II. Ádámhoz (1748-1820) köthető. Az első katonai felméréshez (1782-1785) készült országleírásban még nem szerepel kastély Szilvás település részletezésénél. Ez az épület barokk stílusban épült, boltozatos helyiségeiből többet felhasználtak a későbbi átépítések, bővítések során. A kastélyhoz köthető egyik jelentős átépítés, modernizálás gróf Keglevich Béla (1833-1896) nevéhez köthető. Ezek a munkálatok levéltári adatok alapján 1870 és 1872 között zajlottak. A Keglevich család 1875-ig volt a birtok és a kastély tulajdonosa. 1882-től 1901-ig gróf Erdődy Rudolf (1846-1932) birtokolta a kastélyt, majd 1901-ben lovag Wessely Károly (1840-1912) cseh iparmágnás vásárolta meg, 1912-től 1944-ig pedig őrgróf Pallavicini Alfonz Károly (1883-1958) tulajdona volt a kastély. Pallavicini Alfonz Károly őrgróf gondosan felügyelte a kastélyt és a körülötte lévő több hektáros ősparkot. Az eredetileg földszintes kastély emelettel való bővítése, modern berendezésekkel való felszerelése gróf Erdődy Rudolfhoz köthető.
1948-ban államosították a kastélyt, és 1961-ig az Ózdi Nemzeti Vállalat, majd az Ózdi Kohászati Üzemek üdülőjeként üzemelt. 1961-től a kastély SZOT üdülőként működött. 1993-ban, a rendszerváltás után a Hunguest Hotels szállodalánc tulajdona lett, 2005-ig kétcsillagos szállodaként üzemelt.
Az öthektáros parkot és a benne lévő kastélyt magánbefektetők vásárolták meg és a Széchenyi terv keretében, 1,5 milliárd forint, és a Nemzeti Fejlesztési Terv Észak-magyarországi Regionális Operatív Programjából 276 millió forint támogatással négycsillagos szállodává építették át. A megnyitásra 2009. február közepén került sor.

## Jelene

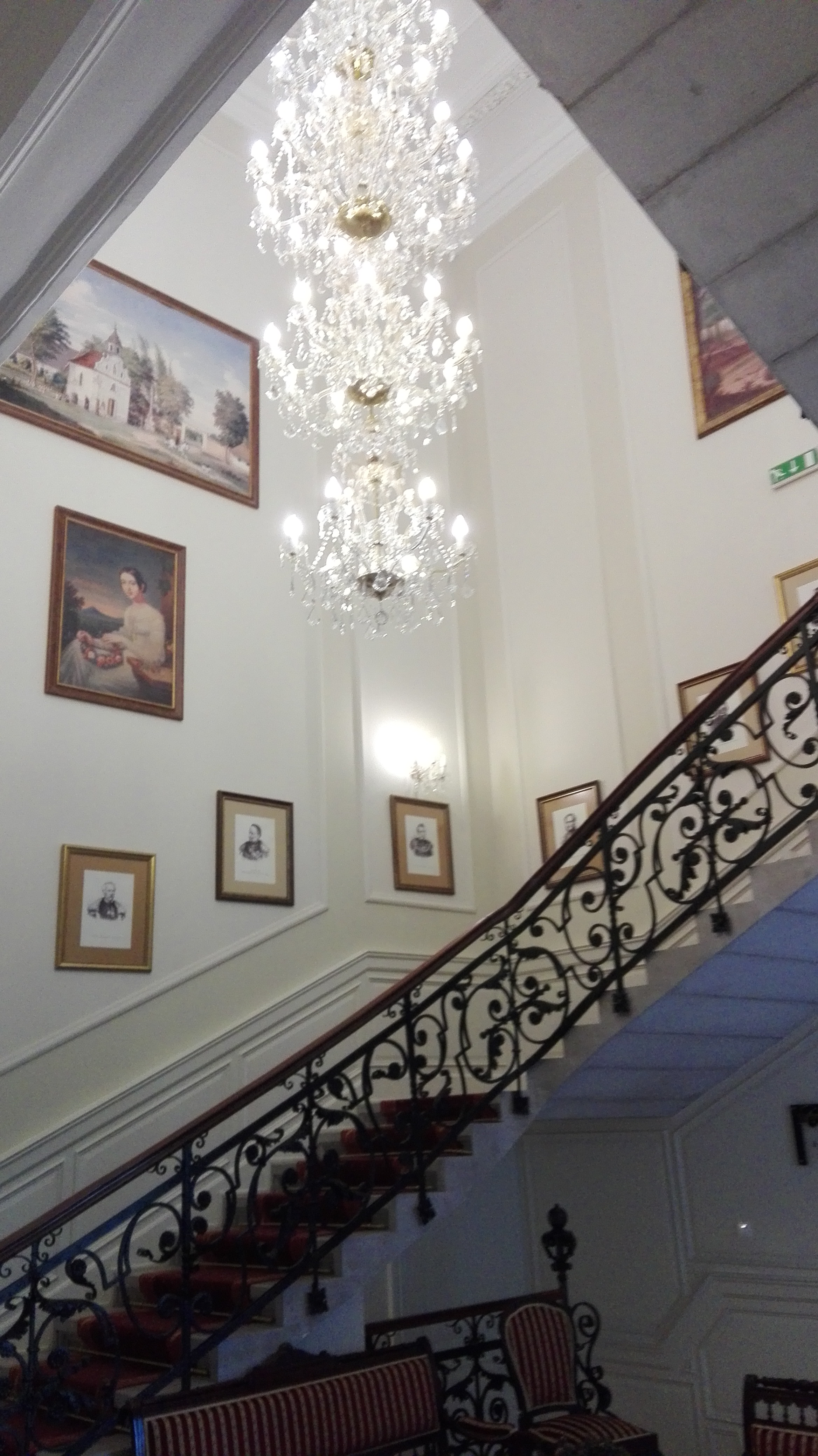
Az 5 méteres Swarovski kristálycsillár

A kastély a 2007-ben megkezdett felújítása után érte el jelenlegi formáját. Nem csak a külső részt, de az épület belső részét is jelentősen átalakították.  A recepcióra kézzel faragott pult került, a folyosókra és a lépcsőkre márvány borítás, az ablakokon régi hangulatot idéző, nehéz, hímzett függönyök, több helyen Swarovski kristálycsillárok. A legszebb ilyen csillár a főépület történelmi lépcsőházában található, 5 méter magas és körülbelül 400 darab kristálycseppből áll.
A két épületben 80 szoba (néhány szoba saját szaunával is rendelkezik), és két étterem található, a Cyrano Étterem és Drinkbár és az Erzsébet étterem. Az utóbbihoz egy 400 m²-es terasz is tartozik.

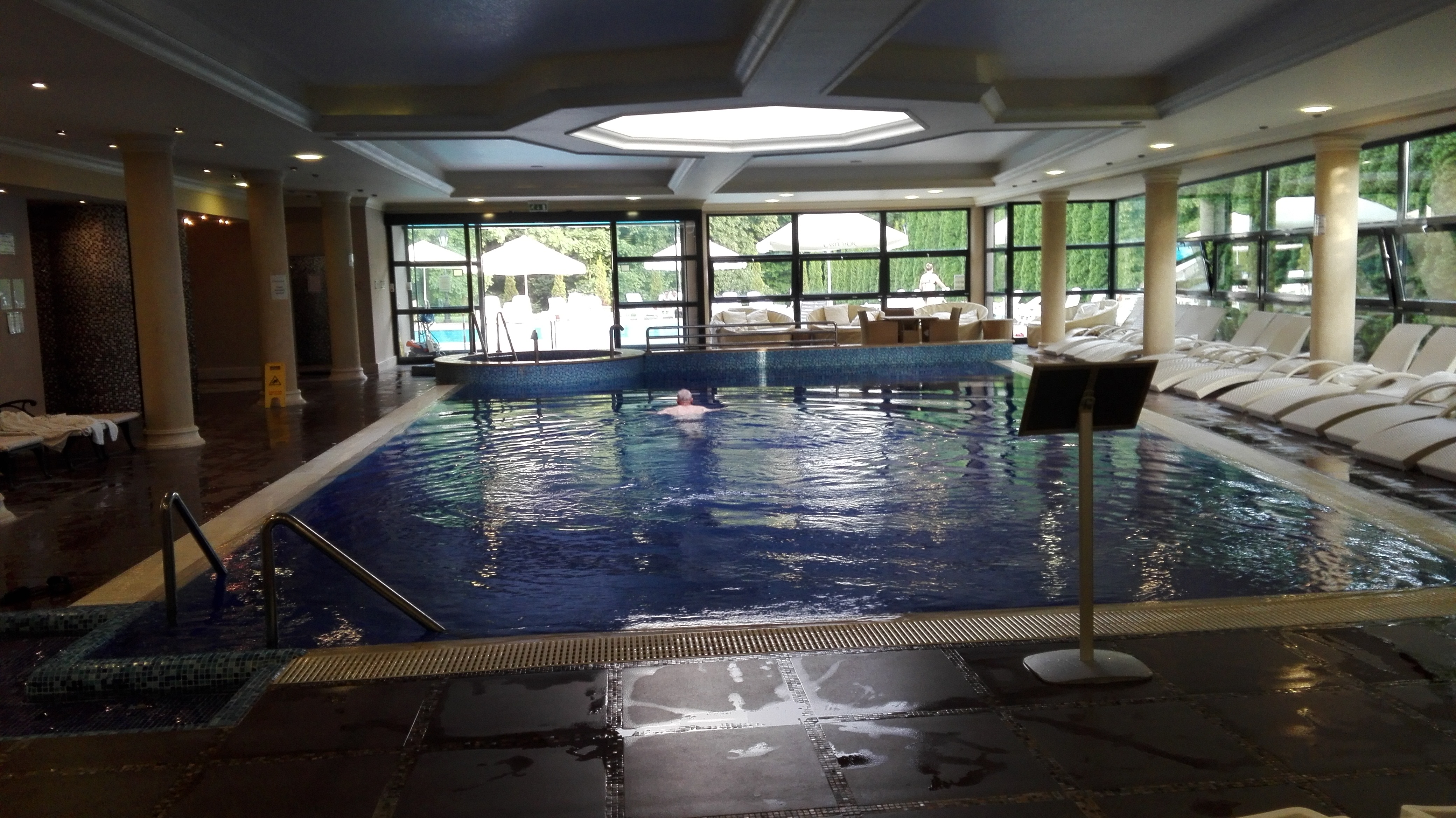
A fedett wellnessrészleg

A két panorámás üvegfalú, 650 m²-es fedett wellnessrészlegben 93 m²-es (7 méter x 12 méter) feszített víztükrű medence található, két pezsgőággyal, két nyakzuhannyal, két levegőbuzgárral és egy négy oldalbefúvásos hidromasszázzsal. A medencétől balra van három szauna, a legnagyobb a magas hőfokú tisztítógőzös finn szauna (80–90 °C), egy kisebb bioszauna (40–50 °C), egy alacsonyabb hőmérsékletű illóolajos aroma szauna (50–60 °C), valamint hagyományos gőzkamra és tradicionális török gőzkamra (mindkettő 50 °C-os), előttük jégkút és három élményzuhany.
Májustól szeptemberig kültéri úszómedence (8 méter x 16 méter) is üzemel. 
Egy 200 fő részére alkalmas konferencia-központ (melyet 2010-ben adtak át és a régi étteremből alakították át), egy Udvarház (melyet 2012-ben adtak át és húsz luxuslakosztály található benne), valamint squash- és bowlingpálya is tartozik a szállodához.
A 12,1 ha-os kastélyparkban 100–150 éves faegyedeket védenek, például a nagylevelű hárs, lucfenyő, valamint számos ritka fajta, például a szomorú bükk és a mocsárciprus példányait.
|  |  |  |  |